# Dead Calm
Dead Calm (titulada Calma total en España y Terror a bordo en Hispanoamérica) es una película rodada en coproducción entre Estados Unidos y Australia, basada en la novela homónima de Charles Williams.

## Argumento
Tras la muerte en un accidente de tráfico del bebé de ambos, John Ingram (Sam Neill) y su joven esposa Rae (Nicole Kidman) se encuentran en su yate de vela en el mar, lejos de toda costa. Han recogido las velas y disfrutan de la calma y del buen tiempo. A cierta distancia avistan un barco de aspecto extraño, y ven un pequeño bote con un hombre que se acerca a su yate. El hombre les explica que en el barco ha ocurrido un grave accidente, que se está hundiendo y él es el único superviviente. John tiene dudas y decide ir personalmente al barco para averiguar cual es la realidad. Una vez se ha marchado, el hombre del barco se hace con el control del yate y se aleja. Entretanto John queda atrapado en el barco que se está hundiendo.

## Reparto
- Sam Neill: John Ingram, un capitán de la Armada Real Australiana.
- Nicole Kidman: Rae Ingram, su esposa.
- Billy Zane:  Hughie Warriner, un naufrago.

## Producción
- El rodaje se llevó a cabo en Gold Coast, en la Gran Barrera de Coral, Hamilton Island y Sídney.
- La novela de Charles Williams ya había sido adaptada por Orson Welles en The Deep (1970).
- Sam Neill conoció a su esposa, la maquilladora Noriko Watanabe, durante el rodaje.
- Calma total fue la primera banda sonora del prestigioso compositor Graeme Revell.

## Banda sonora
- Who Stole The Isopropyl Alcohol, por Tim O'Connor
- No-Mad, interpretat por Tim O'Connor
- Nova York Turnpike, por Tim O'Connor
- The Lion Sleeps Tonight, por The Tokens
- Wired For Sound, por SPK

## Recaudación
La película recaudó $2.444.407 solo en Australia, más $4.253.268 en USA. En todo el mundo llegó a los $7.825.009.